# Przymiarki (powiat świdwiński)
Przymiarki (niem. Ankerholz) – wieś w Polsce położona w województwie zachodniopomorskim, w powiecie świdwińskim, w gminie Świdwin.